# Viscainoa
Viscainoa, monotipski rod dvoliskovica, dio potporodsice Morkillioideae, red Zygophyllales)
Rod Viscainoa raste primarno u pustinjama ili u suhim biomima grmlja na poluotoku California i Sonori. Prema Kewu, pripada mu dvije vrste. Rod je prvi puta opisan u Pittonia 1: 163 (1888)

## Vrste
1. Viscainoa geniculata (Kellogg) Greene
2. Viscainoa pinnata (I.M.Johnst.) Gentry

## Sinonimi
Nema.